# Pedro Pacheco Girón

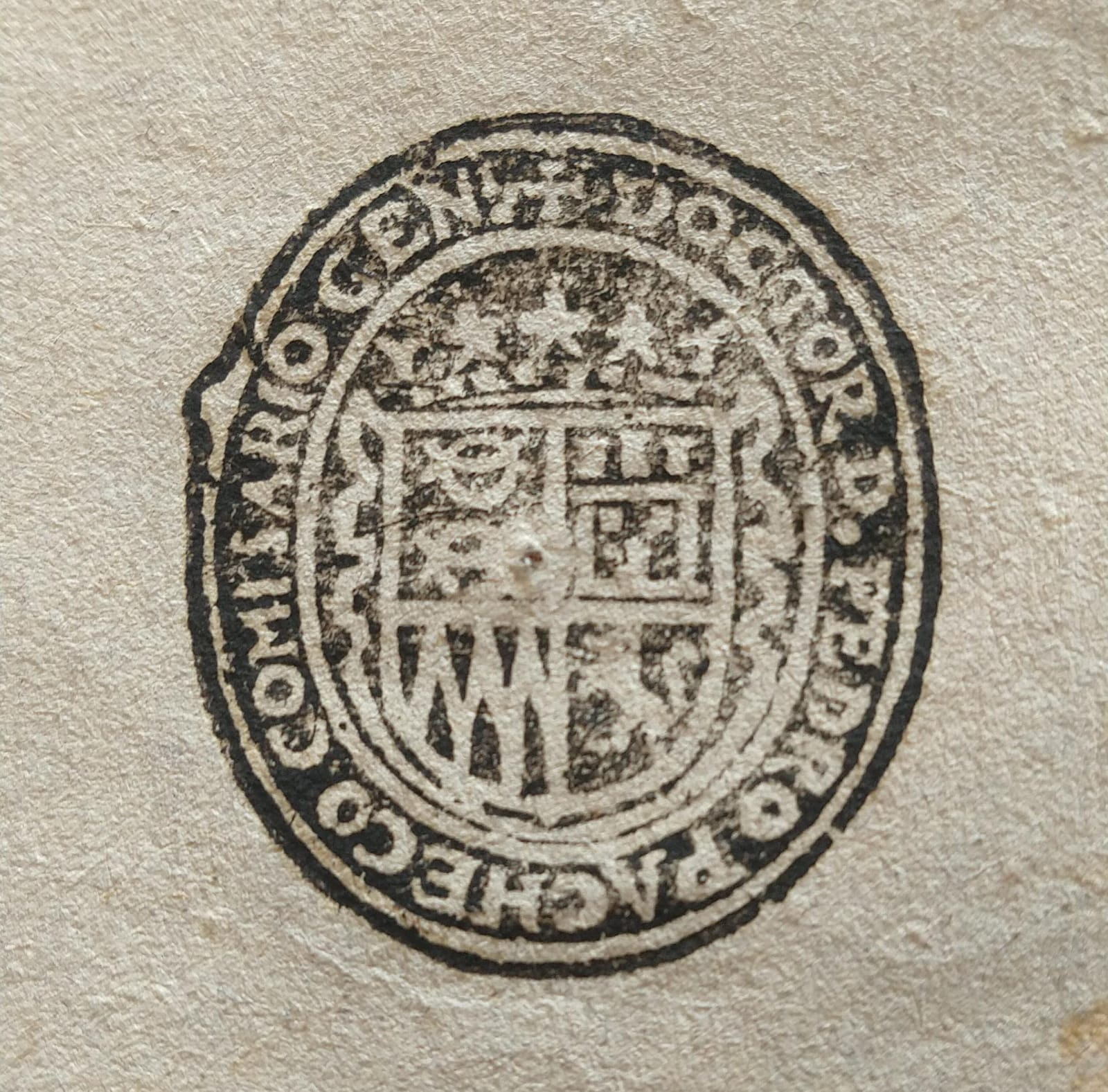
Sello del Doctor Pedro Pacheco Girón. Comisario general de Cruzada. S.XVII

Pedro Pacheco Girón (c. 1595-1662) fue un hombre de estado español, miembro de los consejos de la Inquisición y de Castilla, y comisario general de Cruzada.

## Biografía
Hijo de Gaspar Girón y Cárdenas, nombrado caballero de la orden de Santiago en 1602, y de Leonor de Ayala, señora de Berja-Muñoz. Descendiente de una familia noble originaria de la Puebla de Montalbán. Entre sus antepasados se encuentran Juan Pacheco, hombre de confianza del rey Enrique IV, y Alfonso Téllez Girón, señor de la Puebla de Montalbán. Además, era sobrino del inquisidor general Andrés Pacheco.
Sacerdote y doctor, probablemente en teología, hacia 1634 entró a formar parte como miembro del consejo de la suprema Inquisición y del consejo de Castilla. En 1648 acepta el cargo de comisario general de Cruzada. Murió en 1662, y fue enterrado en la iglesia del convento de los Franciscanos de la Puebla de Montalbán, junto a otros antepasados suyos.

## Referencias

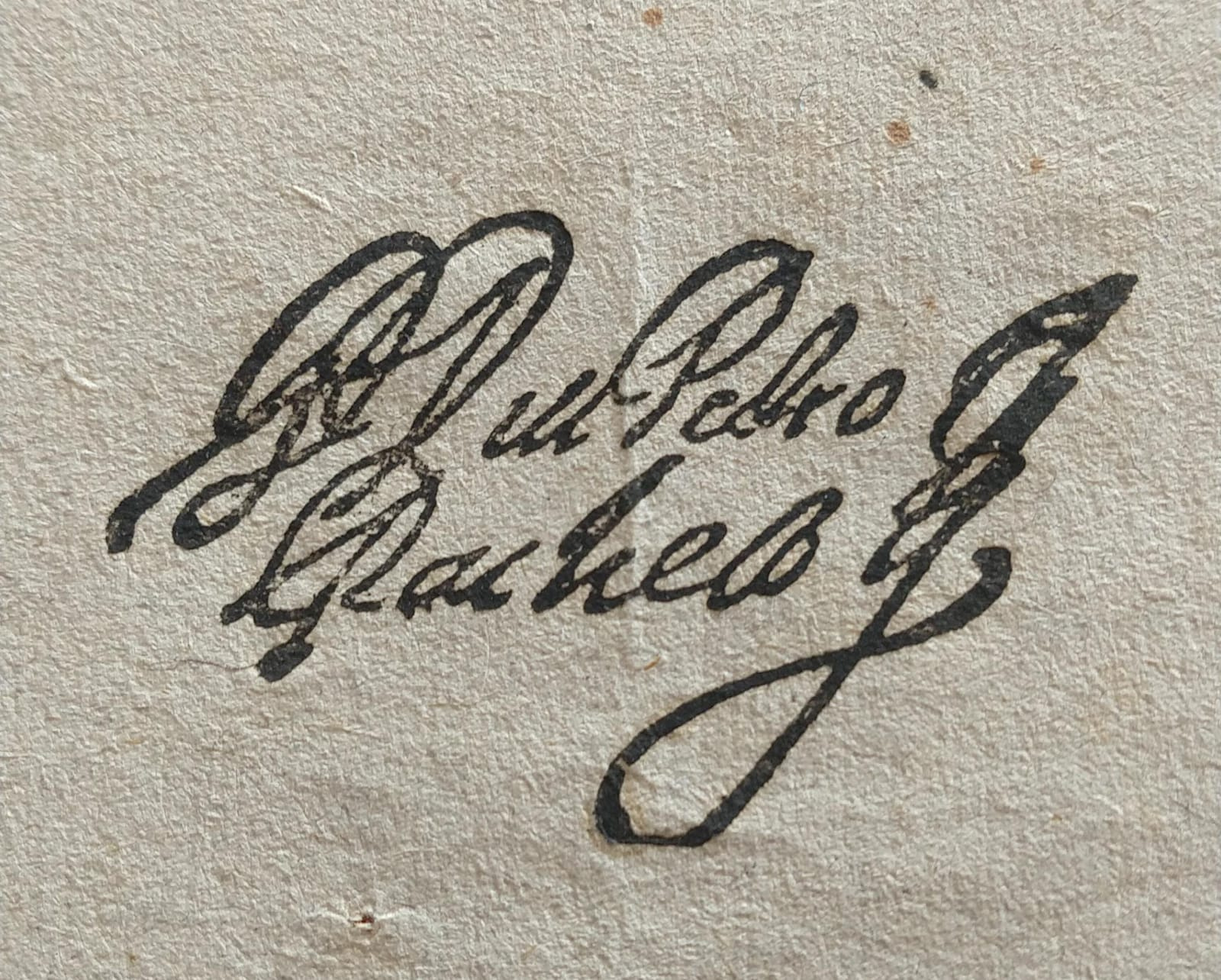
Firma de Pedro Pacheco Girón